# Coupe d'Irlande de football 1945-1946
Navigation
Édition précédente Édition suivante
La Coupe d'Irlande de football 1945-1946, en anglais The Football Association of Ireland Challenge Cup, est la 25e édition de la Coupe d'Irlande de football organisée par la Fédération d'Irlande de football. La compétition commence le 2 mars 1946, pour se terminer le 21 avril 1946. Le Drumcondra Football Club remporte pour la troisième fois la compétition en battant en finale les Shamrock Rovers. 

## Organisation
La compétition rassemble seulement huit clubs. Ils évoluent tous dans le championnat d'Irlande. La formule de l'épreuve s'adapte au faible nombre de participants puisque les matchs du premier tour et les demi-finales se disputent avec des rencontres aller-retour et non plus sur élimination directe sur un tour.

## Premier tour
Les matchs se déroulent les 2 et 3 mars 1946 pour les matchs aller, les 9 et 10 mars pour les matchs retour. 
| Équipe 1         | Score | Équipe 2               | Aller | Retour |
| ---------------- | ----- | ---------------------- | ----- | ------ |
| Shelbourne FC    | 6-3   | Limerick Football Club | 3-3   | 0-3    |
| Bohemian FC      | 0-1   | Cork United            | 0-0   | 1-0    |
| Waterford United | 3-8   | Drumcondra FC          | 3-2   | 6-0    |
| Dundalk FC       | 2-3   | Shamrock Rovers        | 2-2   | 1-0    |

## Demi-finales
Les matchs se déroulent le 31 mars 1946 pour les matchs aller et le 7 avril pour les matchs retour. Les deux matchs d'appui ont lieu les 10 et 12 avril. Les matchs se déroulent à Dalymount Park à Dublin et au Mardike à Cork.
| Première demi-finale, match aller | Cork United    | 2-0 | Shamrock Rovers Football Club | The Mardyke, Cork |  |
| 31 mars 1946                      | Hayen · Noonan |     |                               |                   |  |

| Première demi-finale, match retour | Shamrock Rovers Football Club                 | 4-2 | Cork United      | Dalymount Park, Dublin |  |
| 7 avril 1946                       | Mickey Delaney · Tommy Eglington · Paddy Coad |     | O'Leary · Noonan |                        |  |

A la fin des matchs aller-retour les deux équipes se retrouvent à égalité 4 buts partout. Un match d'appui est organisé.
| Première demi-finale, match d'appui | Shamrock Rovers Football Club                                   | 4-1 | Cork United | Dalymount Park, Dublin |  |
| 12 avril 1946                       | · Paddy Coad · Tommy Eglington · Mickey Delaney · Davy Cochrane |     | Madden      |                        |  |

Les Shamrock Rovers remportent leur demi-finale et se qualifie pour leur troisième finale consécutive.
| Deuxième demi-finale, match aller | Shelbourne Football Club | 2-1 | Drumcondra Football Club | Dalymount Park, Dublin |  |
| 31 mars 1946                      | Crowe · McCormack        |     | Tommy McCormack          |                        |  |

| Deuxième demi-finale, match retour | Drumcondra Football Club | 1-0 | Shelbourne Football Club | Dalymount Park, Dublin |  |
| 7 avril 1946                       | Tommy McCormack          |     |                          |                        |  |

A la fin des matchs aller-retour les deux équipes se retrouvent à égalité 2 buts partout. Un match d'appui est organisé.
| Deuxième demi-finale, match d'appui | Drumcondra Football Club   | 4-1 | Shelbourne Football Club | Dalymount Park, Dublin |  |
| 12 avril 1946                       | Tommy McCormack · Leo Ward |     | McGowan                  |                        |  |

Trois ans après sa dernière victoire en coupe d'Irlande, Drumcondra se qualifie pour la finale. Tommy McCormack marque cinq buts sur l'ensemble des trois matchs disputés.

## Finale
La finale a lieu le 21 avril 1945. Elle se déroule devant 34 248 spectateurs rassemblés dans le Dalymount Park à Dublin. Le Drumcondra Football Club remportent leur troisième Coupe d'Irlande. Ils battent en finale les Shamrock Rovers les empêchant de remportée le trophée une troisième fois consécutive.
Joseph 'Robin' Lawler qui dispute la finale en défense centrale de Drumcondra a la particularité de remporter la Coupe sans avoir joué à ce moment-là le moindre match de championnat. Il vient en effet d'être recruté dans le club amateur de Transport qui dispute la Leinster League. Drumcondra a pderdu son capitaine Billy Mulville sur blessure juste avant les demi-finales et le club a absolument besoin de le remplacer.
| Finale        | Shamrock Rovers Football Club | 1-2     | Drumcondra Football Club | Dalymount Park, Dublin                                |                                                       |
| 22 avril 1945 | Paddy Coad 1re | (1-1)   | Tommy McCormack 12e · Benny 'Rosie' Henderson 85e | Spectateurs : 34 248 Arbitrage : W. Keane (Waterford) | Spectateurs : 34 248 Arbitrage : W. Keane (Waterford) |
| 22 avril 1945 | Jimmy Collins, Mattie Clarke, Franck Glennon, Noel Kelly, Charlie Byrne, Peter Farrell, Davy Cochrane, Paddy Coad, Mickey Delaney, Jimmy McAlinden, Tommy Eglington. | Équipes | Peter Keogh, Con Martin, Joe Barnwell, Joseph 'Robin' Lawler, Kevin Clarke, Jim O'Mara, Benny 'Rosie' Henderson, Dermot Delaney, Tommy McCormack, Jimmy Lawler, Leo Ward. | Spectateurs : 34 248 Arbitrage : W. Keane (Waterford) | Spectateurs : 34 248 Arbitrage : W. Keane (Waterford) |